# De laude novae militiae ad Milites Templi
De laude novae militiae ad Milites Templi (in italiano In lode della nuova milizia) è un'opera di Bernardo di Chiaravalle. Fu composta tra il 1128, anno del concilio di Troyes, ed il 1136, anno della morte di Ugo di Payns, maestro dell'Ordine dei Templari, cui fu dedicata l'opera, come exhortatorius sermo ad Milites Templi, riprendendo l'espressione del santo nel prologo dell'opera.
Viene usato il termine malicidio per chiarire il ruolo dei guerrieri cristiani: i milites christi non possono commettere omicidio (poiché lo proibisce il quinto comandamento) però il bene maggiore dell'estirpazione del male lo richiede. Quindi si escogita questo termine "uccidere il male nell'infedele", per giustificare l'omicidio che i guerrieri di Cristo commettevano. Essi erano ministri di Dio «per la vendetta dei cattivi e per la lode dei buoni». Bernardo disprezza la cavalleria, dalla quale del resto proviene, e sogna di incanalarne lo spirito violento nel servizio di Dio.